# Hans Wieland (Philologe)
Hans Wieland (* 20. Januar 1924 in Villingen; † 13. Oktober 2010 in München) war ein deutscher Klassischer Philologe.
Hans Wieland studierte Klassische Philologie an der Universität Freiburg im Breisgau, wo er 1950 zum Dr. phil. promoviert wurde. Zum 1. Februar wurde er wissenschaftlicher Mitarbeiter am Thesaurus Linguae Latinae in München, wo er seine gesamte weitere Laufbahn verbrachte. Am 1. Oktober 1954 wurde er zum Redaktor ernannt. Für seine Verdienste erhielt er 1988 die silberne Medaille Bene merenti der Bayerischen Akademie der Wissenschaften. Zum 31. Januar 1990 trat Wieland in den Ruhestand. Er blieb dem Thesaurus bis an sein Lebensende als Artikelverfasser, Fahnenleser und Einzelmitglied der Internationalen Thesaurus-Kommission (ab 1991) verbunden.
Neben der lateinischen Lexikographie und Sprachwissenschaft beschäftigte sich Wieland auch mit den Schriften Johannes Keplers. Er gab dessen Elegie auf den Tod von Tycho Brahe heraus (1982) und gehörte der Kepler-Kommission der Bayerischen Akademie der Wissenschaften an.

## Schriften (Auswahl)
- Ut currat sententia: Beobachtungen zur Bewegungsführung in den Satiren und Episteln des Horaz. Freiburg 1950 (Dissertation)
- Keplers Elegie In obitum Tychonis Brahe. München 1982
- Paegnia. Carmina latina. München 1984